# Johan Gustaf Swartz
Johan Gustaf Swartz, född 7 april 1819 i Norrköpings Sankt Olai församling, Östergötlands län, död 1 december 1885 i Norrköpings Sankt Olai församling, Östergötlands län, var en svensk affärsman, lantbrukare och kommunalpolitiker. Han var son till John Swartz och bror till Erik Swartz.

## Biografi
Swartz avlade 1833 studentexamen i Uppsala, vistades 1835–1839 på köpmanskontor i Antwerpen och studerade därefter lantbruk i Skottland. Efter att någon tid ha varit ledare av en tobaksfabrik i Norrköping (ej att förväxla med faderns snusfabrik) ärvde han efter sin fader 1853 den stora egendomen Hovgården invid sjön Tåkern, som redan av fadern gjorts till en av Sveriges bäst skötta. Där påbörjade han viss forskning inom lanthushållningens skilda grenar, och det mest betydelsefulla resultatet av denna verksamhet blev den så kallade swartziska ismetoden, uppfunnen 1863, som medförde en genomgripande reform i den svenska mejerihanteringen. Genom denna metod, som ökade smörets hållbarhet, och sina framgångsrika försök att sälja smör till England kan han anses som den svenska smörexportens grundläggare. 
Samtidigt deltog han med intresse i det kommunala livet, bland annat som Norrköpings stadsfullmäktiges ordförande 1863–1881 och Östergötlands hushållningssällskaps vice ordförande 1873–1879. 1869 var han ledamot i en av regeringen tillsatt sparbankskommitté och 1872 ordförande i Östergötlands läns landsting. Under de sista åren av sitt liv ägnade han sig åt författarskap på lantbrukets och skolväsendets områden. 
Swartz var från 1854 till 1866 ordförande i Norrköpings stads gille, Östergötlands läns hushållningssällskap.
Han blev 1872 hedersledamot av Lantbruksakademien och 1874 ledamot av Vetenskapsakademien. Han fick guldmedalj för medborgerlig förtjänst 1846.
Swartz är begravd på Matteus kyrkogård i Norrköping.